# Aaron Feinstein
Aaron Feinstein (fl. 1903–1910) fou un mestre d'escacs estonià.
Feinstein va viure a Reval (actualment Tallinn, Estònia) abans de la I Guerra Mundial i hi va jugar diversos torneigs. Fou 3r el 1903 (el guanyador fou Sohn), empatà als llocs 7è-8è el 1904 (el campió fou Bernhard Gregory), empatà al 1er lloc amb Sohn el 1905, empatà en els llocs 2n-3r, darrere de Khmelevsky, el 1909, i va guanyar el 1910 (Campionat d'Estònia no oficial)